# 贝尔格大桥
贝尔格大桥（法語：Pont des Bergues）是瑞士日内瓦的一座跨罗纳河人行桥梁，并有分支连接卢梭岛，始建于1834年，在1881年重建，并在1967-68年间更换了桥面。